# Municipio de Iosco (Míchigan)
El municipio de Iosco (en inglés: Iosco Township) es un municipio ubicado en el condado de Livingston en el estado estadounidense de Míchigan. En el año 2010 tenía una población de 3801 habitantes y una densidad poblacional de 41,41 personas por km².415890-7561

## Geografía
El municipio de Iosco se encuentra ubicado en las coordenadas 42°33′12″N 84°4′49″O / 42.55333, -84.08028. Según la Oficina del Censo de los Estados Unidos, el municipio tiene una superficie total de 91.8 km², de la cual 91,15 km² corresponden a tierra firme y (0,71 %) 0,65 km² es agua.

## Demografía
Según el censo de 2010, había 3801 personas residiendo en el municipio de Iosco. La densidad de población era de 41,41 hab./km². De los 3801 habitantes, el municipio de Iosco estaba compuesto por el 97,42 % blancos, el 0,11 % eran afroamericanos, el 0,47 % eran amerindios, el 0,24 % eran asiáticos, el 0,21 % eran de otras razas y el 1,55 % eran de una mezcla de razas. Del total de la población el 1,29 % eran hispanos o latinos de cualquier raza.